# Antoine Barraud
Pour les articles homonymes, voir Barraud.
Antoine Barraud est un réalisateur de cinéma français né en 1972.

## Biographie
Antoine Barraud réalise un premier long métrage, Song (avec Nathalie Boutefeu) en 2007. 
Son deuxième film, Les Gouffres (avec Mathieu Amalric et Nathalie Boutefeu), est remarqué par la critique lors de sa présentation dans différents festivals en Suisse et en France.
En 2021, il réalise Madeleine Collins avec Virginie Efira dans le rôle-titre.

## Filmographie

### Longs métrages
- 2007 : Song
- 2009 : Danièle Gould (documentaire)
- 2012 : Les Gouffres
- 2015 : Gus, petit oiseau, grand voyage (en tant que scénariste)
- 2015 : Le Dos rouge
- 2021 : Madeleine Collins

### Courts métrages
- 2005 : Monstre
- 2006 : Déluge
- 2008 : Monstre numéro deux
- 2009 : River of Anger
- 2010 : La Forêt des songes (documentaire)
- 2011 : Son of a Gun
- 2013 : Abismo (d'après Les Gouffres)
- 2015 : Rouge, le portrait mensonger de Bertrand Bonello (documentaire d'après Le Dos rouge)

## Publication
- Inside Out : Le Cinéma de Stephen Dwoskin, éditions Independencia, 2013,  (ISBN 9791090683068)